# Liste der Biografien/Peterl
Liste der Biografien |
Portal Biografien |
Personensuche
# |
A |
B |
C |
D |
E |
F |
G |
H |
I |
J |
K |
L |
M |
N |
O |
P |
Q |
R |
S |
T |
U |
V |
W |
X |
Y |
Z |
?
 
Pa |
Pc |
Pe |
Pf |
Ph |
Pi |
Pj |
Pk |
Pl |
Pm |
Pn |
Po |
Pr |
Ps |
Pt |
Pu |
Pv |
Pw |
Py
 
Pea |
Peb |
Pec |
Ped |
Pee |
Pef |
Peg |
Peh |
Pei |
Pej |
Pek |
Pel |
Pem |
Pen |
Peo |
Pep |
Peq |
Per |
Pes |
Pet |
Peu |
Pev |
Pew |
Pex |
Pey |
Pez
 
Peta |
Petc |
Pete |
Peth |
Peti |
Petj |
Petk |
Petl |
Petm |
Peto |
Petr |
Pets |
Pett |
Petu |
Petw |
Pety |
Petz
 
Petea |
Petec |
Petei |
Petek |
Petel |
Peten |
Peter |
Petes
 
Peter, A |
Peter, B |
Peter, C |
Peter, D |
Peter, E |
Peter, F |
Peter, G |
Peter, H |
Peter, I |
Peter, J |
Peter, K |
Peter, L |
Peter, M |
Peter, N |
Peter, O |
Peter, P |
Peter, R |
Peter, S |
Peter, T |
Peter, U |
Peter, V |
Peter, W |
Peter, Y |
Peter, Z |
Petera |
Peterb |
Peterd |
Petere |
Peterf |
Peterh |
Peteri |
Peterk |
Peterl |
Peterm |
Petern |
Peters |
Petery |
Peterz
Die Liste der Biografien führt alle Personen auf, die in der deutschsprachigen Wikipedia einen Artikel haben. Dieses ist eine Teilliste mit 13 Einträgen von Personen, deren Namen mit den Buchstaben „Peterl“ beginnt.

## Peterl
- Peterl, Martin (* 1977), österreichischer Politiker (SPÖ)

### Peterle
- Peterle, Kurt (1946–2025), österreichischer Politiker (SPÖ) und Rudersportfunktionär, Vizebürgermeister von Klagenfurt
- Peterle, Lojze (* 1948), slowenischer Politiker, MdEP und Diplomat
- Peterle, Wilhelm (1893–1959), österreichischer Architekt

### Peterli
- Peterli, Ernst († 1955), Schweizer Fussballspieler
- Peterli, Karl (1897–1975), Schweizer Künstler
- PeterLicht, deutscher Indie-Pop-Musiker und AutorPeterLicht

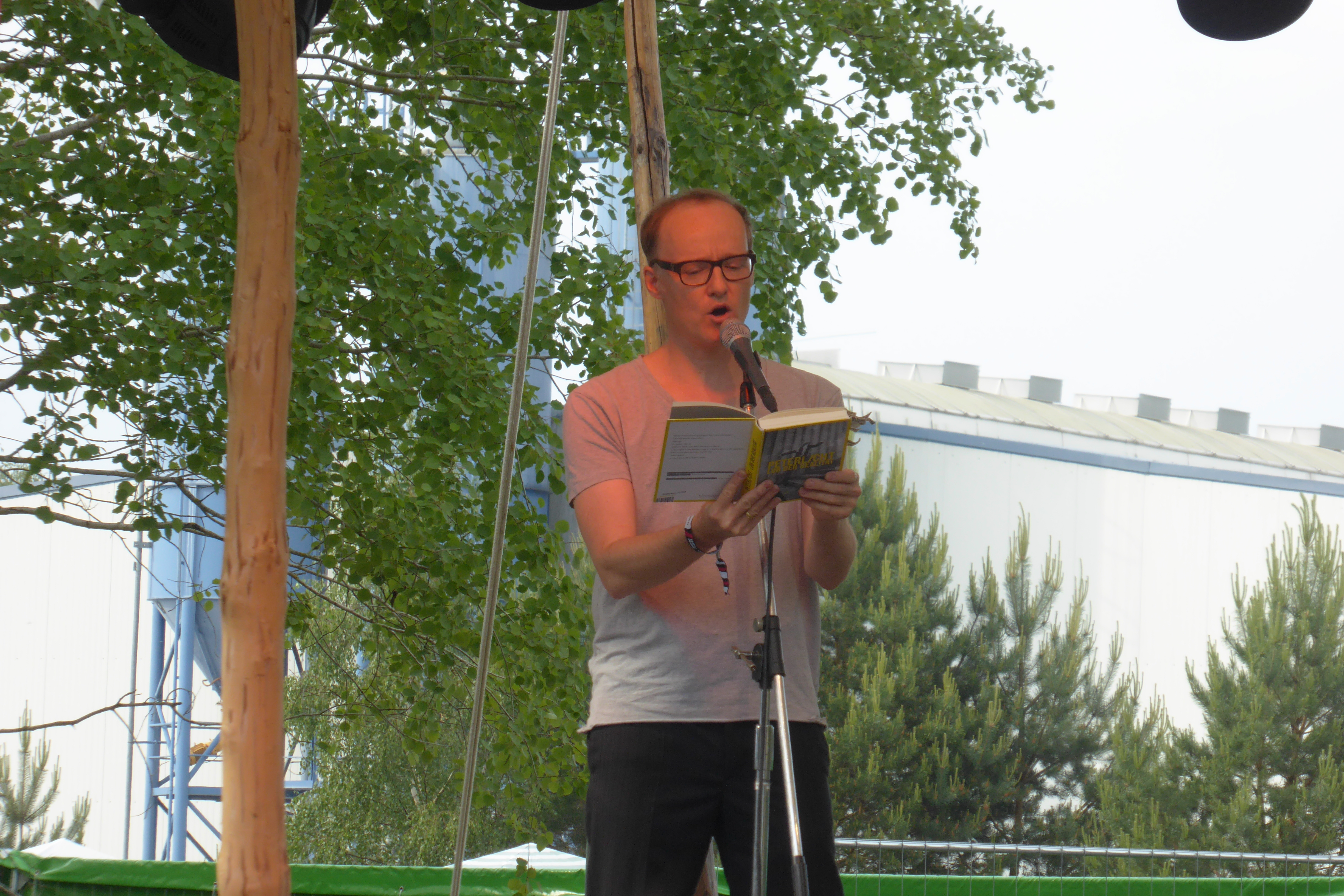
PeterLicht

- Peterlik, Hans (1899–1973), deutscher Politiker (GB/BHE), MdL Bayern
- Peterlik, Johannes (* 1967), österreichischer Diplomat
- Peterlini, Dominik (1875–1944), österreichischer Musiker und Chorleiter
- Peterlini, Hans Karl (* 1961), italienischer Journalist und Autor (Südtirol)
- Peterlini, Martina (* 1997), italienische Skirennläuferin
- Peterlini, Oskar (* 1950), italienischer Politiker (SVP) (Südtirol)